# Jacques Eugène d'Allonville de Louville
Jacques Eugène d'Allonville de Louville, chiamato abitualmente Chevalier de Louville (Louville-la-Chenard, 14 luglio 1671 – Saint-Jean-de-Braye, 10 settembre 1732) è stato un astronomo e matematico francese.

## Biografia
Si arruolò nella Marina Reale Francese come cadetto e combatté nella battaglia della Hogue nel 1692 per poi passare nell’esercito nel 1700 divenendo capitano. Successivamente si mise al servizio del Duca di Anjou (Filippo V di Spagna) convinto dal fratello più anziano Charles Auguste, per poi ritornare in Francia riassumendo il precedente servizio. Fu fatto prigioniero nel 1708 nella battaglia di Oudenaarde per diventare, dopo la sua liberazione, colonnello dei Dragoni della Regina. Infine, lasciata la carriera militare, si dedicò agli studi di astronomia.
 
Nel 1715 era a Londra per osservare insieme ad Edmond Halley l’eclissi totale di sole. Nel 1717 si trasferì nei pressi di Orléans dove continuò i suoi studi. A seguito di sue osservazioni a Marsiglia sulle stesse stelle descritte da Pitea duemila anni prima e da altri astronomi in tempi a lui più vicini, concluse che l’inclinazione dell’asse terrestre non era costante nel tempo, tesi dimostrata matematicamente da Eulero che, però, fu all’epoca contestata da altri scienziati quali Philippe de La Hire e Giovanni Battista Riccioli. Fu membro dell’Accademia francese delle scienze ed eletto membro della Royal Society.

## Onorificenze
A Jacques Eugène d'Allonville de Louville la UAI ha intitolato il cratere lunare Louville